# Maison d'Aubusson
Pour les articles homonymes, voir Aubusson.
La maison d'Aubusson est une famille noble française d'extraction féodale, originaire de la Marche, citée dès le IXe siècle, et dont la filiation prouvée remonte au XIIe siècle. Elle tire son nom de la vicomté d'Aubusson, dont elle est titulaire au Moyen Âge.
La maison d'Aubusson s'est éteinte en 1848 avec sa branche de Castelnouvel.

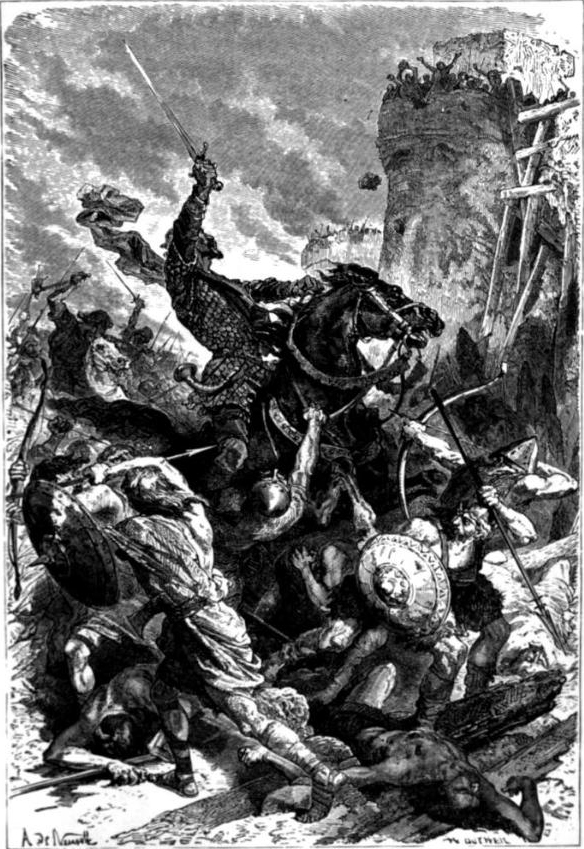
Ranulphe Ier est établi vicomte de la Marche, en 887, par le roi Eudes Ier de France que nous voyons sur cette gravure romantique défendant son royaume.

## Vicomté d'Aubusson
La vicomté d'Aubusson était située dans le comté de la Marche et était dépendante de la généralité de Moulins sous l'Ancien Régime. Elle tire son nom de la ville d’Aubusson.
Selon Alfred Leroux, le territoire de la vicomté d'Aubusson incluait la vallée supérieure de la Creuse, jusqu'aux approches de Guéret, la vallée du Taurion et de la Vienne, ainsi que le plateau de Millevaches avec ses dépendances méridionales.

## Histoire
À partir du IXe siècle, la vicomté d’Aubusson est demeurée plus de quatre cents ans dans le même lignage, jusqu’à ce que Raymond d'Aubusson, sans enfants, la vende au comte Hugues XI de Lusignan au désavantage de Ranulphe d’Aubusson, son frère.
Géraud, évêque de Cahors, écrivant en l’an 1155 à l’empereur Frédéric Barberousse pour obtenir sa mise en liberté et celle de son parent, le vicomte d’Aubusson, qui avait été fait, comme lui, prisonnier en Italie par les gens de cet empereur, appelle le vicomte, marquis de ce pays illius terrœ marchionem.

## Premiers degrés
- I. Les vicomtes d'Aubusson sont peut-être issus du vicomte Foucher de Limoges (vers 838-883), vicomte de La Marche en 860[5].
- II. Ranulphe Ier d’Aubusson (vers 872-après 934), son possible fils cadet[6], est établi vicomte de la Marche, en 887, par le roi  Eudes Ier de France[7]. Il est cité dans une charte de l’abbaye de Bonlieu[8].
Le fils aîné de Foucher de Limoges succède à son père comme vicomte de Limoges. Un autre de ses fils, Turpin ou Turpion d’Aubusson, est évêque de Limoges, ami d'Odon de Cluny qu'il persuade d'écrire une vie de Géraud d'Aurillac[9]. Ranulphe est aussi le frère d'Aymon d’Aubusson, abbé de Saint-Martial de Limoges, lui aussi ami d’Odon de Cluny[7] et de Martin d’Aubusson, abbé de Saint-Cyprien de Poitiers[10],[7]. Ranulphe d’Aubusson est marié avec Godolinde de Turenne, fille de Gotfred II de Cahors et Godolinde de Poitiers[11],[12]. Ils sont les parents de :
- III. Rainaud Ier d'Aubusson (vers 915-après août 958) est cité comme vicomte d'Aubusson, après le décès de son père et de son frère aîné, dans la charte du rétablissement de l’abbaye Saint-Augustin-lès-Limoges en 938. Dans une charte de 958, il est dit vicomte d'Aubusson. Rainaud d'Aubusson et sa femme, Alsinde, qu’il a épousée vers 943/945, sont les parents de :
- IV. Ranulphe II d'Aubusson (vers 955-1031), dit Cabridel[13] a une existence orageuse. Il  passe sa vie, à partir de 996, en démêlés avec Archambaud de Comborn, auquel il dispute l'héritage de leur beau-frère commun, Aymar vicomte de Turenne. Ranulphe a épousé Aina de Turenne, l’une des filles de Bernard, vicomte de Turenne, et Dode de Quercy[11], vers 985. Cabridel est d’un caractère violent et aventureux, il lui arrive plus d'une fois de tenir la campagne pour rançonner ses vassaux et ravager les monastères. Ce qui lui vaut d’être excommunié[7]. Cabridel est tué en 1031, au milieu d'une de ses expéditions, et enseveli dans l'abbaye Saint-Pierre d'Uzerche.
- V. Ranulphe III d'Aubusson (vers 990-avant 1090) fait de nombreuses libéralités aux abbayes de Bonlieu, d’Uzerche et de Tulle. Les actes de donation constatent qu’il fait ces riches présents afin d’échapper aux censures ecclésiastiques et « de racheter l’âme de son père des peines de l’autre vie »[14]. Ranulphe III  dans la même pensée rétablit le monastère de Roseille, détruit par ses ancêtres, et ses successeurs figureront presque tous dans des actes de donation faits au profit des abbayes de la Marche et du Limousin. Il meurt avant l’an 1060[7].
- VI. Rainaud III d'Aubusson (vers 1025-30 mars 1069), marié à Adélaïs d’Huriel (vers 1040-après 1097), fille d’Humbaud, seigneur d’Huriel et de Dèce de Bourbon[8].
- VII. Guillaume Ier d'Aubusson (vers 1060-peut-être 1106), certainement frère cadet de Ranulphe IV d'Aubusson, ne vit pas très longtemps. Il est peut-être mort en 1106, mais après 1097, car il signe cette année-là avec sa mère une donation au prieuré Saint-Denis de La Chapelle-Aude, aux confins du Berry et du Bourbonnais. Sa femme Agnès, qui devenue veuve, devient première prieure de Tusson, monastère au diocèse de Poitiers fondé en 1112[7].

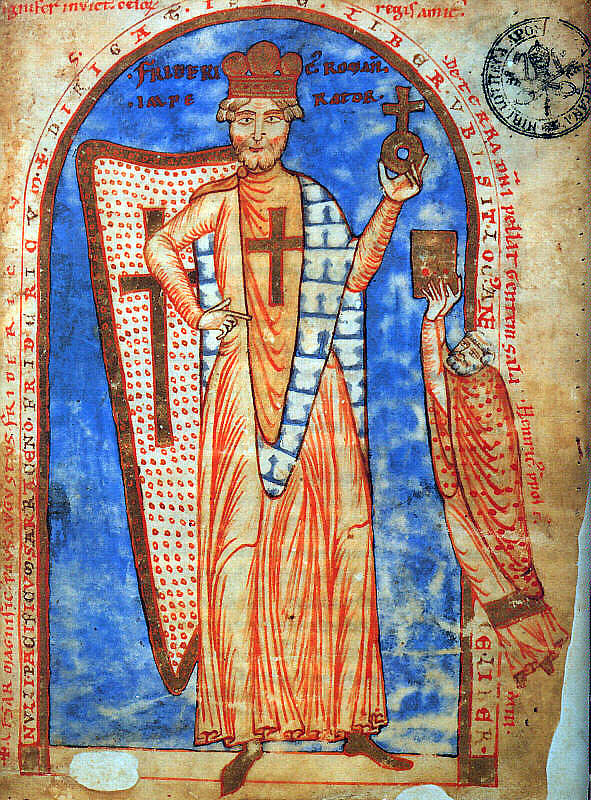
L’empereur Frédéric Barberousse fait mettre en prison Rainaud V d'Aubusson.

- VIII. Rainaud IV d'Aubusson  fait quelques donations à l'abbaye de Bonlieu et à celle de Bénévent. Après avoir fondé, en 1140, le monastère d'hommes de Blessac, près d’Aubusson, y prend l’habit religieux en présence de ses quatre fils et d’Agnès, sa mère, qui est elle-même prieure d'un couvent de l’ordre de Fontevrault. Blessac, enrichi par les vicomtes d’Aubusson, va renfermer depuis les tombeaux des seigneurs de cette famille[14]. Il est le mari d’Hélis de Comborn, fille d’Archambaud III de Comborn[8]. Rainaud IV d'Aubusson est mort vers 1150[11].
- IX. Rainaud V d'Aubusson, dit le Lépreux (vers 1130-1201), part très jeune aux croisades, en 1145. Pendant son voyage de retour, en 1153, il trouve en Italie son parent, Hector Géraud, évêque de Cahors. Ils voyagent ensemble et ils sont arrêtés tous deux par les ordres de l’empereur Frédéric Barberousse, qui les fait mettre en prison, bien qu’il leur eût d’abord accordé un sauf-conduit. Géraud écrit à l’empereur pour réclamer sa liberté, et celle de son cousin, qu’il qualifie de vicomte d'Aubusson, marquis de cette terre. Il se plaint dans cette lettre qu’on l’eût fait prisonnier sans motif, ainsi que plusieurs moines d’Angleterre et de France, qui ne sont pas riches, mais qui appartiennent à de nobles églises et « voyageaient sous la foi de la paix ecclésiastique »[14]. Il revient à Aubusson en 1157. Il fait quelques donations à l'Abbaye de Bonlieu en 1184 et en 1200[8]. Il est vicomte d’Aubusson en 1170 et se marie avant cette date avec Matabrune de Ventadour, dame en partie de Charlus-le-Pailloux, fille d’Ebles III de Ventadour, dit le troubadour et Marguerite de Turenne. C'est de Rainaud V que datent les armes de la famille, d'or à la croix ancrée de gueules, remplaçant le sceau ancien au donjon chemisé et maçonné de sable. Il finit ses jours au monastère de Blessac, après avoir pris l'habit.

## Filiation prouvée
- X. Wido ou Gui Ier d'Aubusson (vers 1165-vers 1194) dit Albucio, peut-être fils du précédent[1], vicomte du vivant de son père Rainaud V qui est moine, fait un don à Blessac en 1179. Il est allé en Terre sainte, en 1188 à la troisième croisade (1188-1195). Il épouse Assalide de Comborn, fille d’Archambaud V, vicomte de Comborn de 1142 à 1151 et Jourdaine de Périgord[15]. Ils ont à leur cour Pons de Capdeuil. Gui Ier d'Aubusson fait de grands biens au monastère de Bonlieu[8].
- XI. Rainaud ou Renaud VI d'Aubusson (vers 1185- 21 octobre 1250), vicomte d’Aubusson en 1201, participe en 1218 à la croisade contre les Albigeois. Étant sur le point de partir pour la croisade, il visite l’abbaye de Bonlieu, en faveur de laquelle, il confirme tous les dons que lui et les siens avaient faits. En juin 1226, le roi de France Louis VIII le Lion, par lettres patentes datées de Valence, le contraint à prêter hommage pour son château et sa vicomté au comte de la Marche, Hugues X de Lusignan. Ces lettres mettent un terme aux discussions qui s’étaient élevées entre lui et Hugues X de Lusignan (cf. Charles Petit-Dutaillis : Etude sur la vie et le règne de Louis VIII, 1894, p. 500). En 1233, Rainaud VI prête hommage au sire de Bourbon, cette fois pour les terres qu'il possède en Combrailles et pour la baronnie de Chambon. Il se déclare dans un acte solennel homme-lige du sire de Bourbon, s’obligeant à le servir contre tous ceux qui peuvent vivre et mourir, excepté contre le comte de la Marche, son suzerain. Il meurt avant 1249[8] ou le 21 octobre 1250[11].
- XII. Gui II d'Aubusson (vers 1200-1266). Selon Pérathon, Gui II est présumé avoir assassiné un prieur de Felletin en 1222. Il est chevalier, vicomte d'Aubusson, et seigneur de Felletin dès 1225. Il a deux enfants avec Ahci ou Ahaci :
  - Rainaud d'Aubusson, entré dans les ordres et devenu prévôt d'Eymoutiers, septième du nom, qu’on dit avoir vendu la vicomté d’Aubusson
  - Aldengarde d'Aubusson, dame de Massignat, mariée l’an 1262, à Henri de Beaujeu († 1270), seigneur d’Herment et maréchal de France puis remariée à Raoul (Guillaume)[réf. nécessaire], vicomte de la Roche d'Agoul, avec lequel elle vit l’an 1290[16].
- XIII. Raynaud VII d'Aubusson, vicomte, baron de La Borne : en 1262, il vend la vicomté d’Aubusson à Hugues XII de Lusignan, comte de la Marche et d'Angoulême (dès 1226, une décision de Louis VIII plaçait Aubusson dans la mouvance de la Marche[17]), et épouse, en 1275, Dauphine de La Tour, fille de Bernard, septième du nom, seigneur de La Tour d’Auvergne et de sa femme Goland. Bertrand de La Tour, chanoine de Clermont, oncle de Dauphine, lui donne, dans son testament de 1280, son château de Rota et 10 000 sols tournois de dot[8].

En 1314, à la disparition sans postérité de l'héritière Yolande de Lusignan, Philippe le Bel fait passer ses domaines à la Couronne, et son dernier fils le prince Charles de Bigorre reçoit la Marche et la vicomté d'Aubusson, qui restent liées.
L’histoire des anciens seigneurs d’Aubusson continue à être liée aux annales de la province, dans lesquelles ils figureront souvent comme seigneurs de la Borne, de la Feuillade ou du Monteil-au-Vicomte.
Le Nobiliaire du diocèse et de la généralité de Limoges, éd. par l'abbé André Lecler, 1882, t. Ier, p. 45-84, par l'abbé Joseph Nadaud, donne les branches et la localisation de fiefs de la Maison d'Aubusson ; ainsi que Cyprien Pérathon : Histoire d'Aubusson, 1886 : Généalogie de la Maison d'Aubusson, p. 371-422.

## Fin du Moyen-Âge et Renaissance
- Antoine d'Aubusson, seigneur du Monteil-au-Vicomte, bailli royal, frère aîné des quatre suivants.
- Hugues d'Aubusson ( -1454), évêque de Tulle de 1451 à 1454.
- Louis d'Aubusson ( -1471), évêque d'Alet de 1454 à 1455, évêque de Tulle de 1454 à 1471.
- Guichard d'Aubusson ( -1497), évêque de Couserans de 1462 à 1475, évêque de Cahors de 1475 à 1476, et évêque de Carcassonne de 1476 à 1497.
- Pierre d'Aubusson (1423-1503). Au XVe siècle, l’illustration de cette famille s’accroit grâce au fameux Pierre d'Aubusson, Grand-maître de Rhodes, l’un des hommes de guerre les plus remarquables de son temps, et qui, après une vie héroïque, meurt de douleur d’avoir vu se dissoudre la ligue formée par les princes chrétiens contre le sultan Bajazet II.

## Branche de La Feuillade
La branche de La Feuillade (dans la Marche ; la terre de La Feuillade fut érigée en comté : pas de lien avec La Feuillade en Périgord ! Le duché de La Feuillade est le nom donné à celui de Roannez d'après le nom La Feuillade des ducs François et Louis ci-dessous),,, reçut de Louis XIV en avril 1667 (lettres royales enregistrées seulement en novembre 1716) les titres de duc de Roannais et de La Feuillade.
- Georges d'Aubusson (1609-1697), archevêque d'Embrun de 1649 à 1668, prince-évêque de Metz de 1669 à 1997, ambassadeur à Madrid et à Venise.
- François III d'Aubusson (1631-1691), 1er duc de Roannais et de La Feuillade vers 1670, marié en 1667 avec l'héritière du titre ducal de Roannais, Charlotte Gouffier, marquis de Boisy, baron de la Borne et premier baron de la Marche, pair de France et maréchal de France. La terre d'Aubusson est aliénée à son profit le 14 juin 1686 par Louis XIV. Il prend dès lors aussi le titre de vicomte d'Aubusson[23],[24]
- Louis d'Aubusson (1673-1725), 2e et dernier duc de Roannais et de La Feuillade, vicomte d'Aubusson, baron de La Borne et de Pérusse, seigneur de Felletin, fut fait pair et maréchal de France. Il épousa successivement Charlotte Thérèse Phélypeaux (fille de Balthazar Phélypeaux de Châteauneuf), puis Marie-Thérèse Chamillart (fille du ministre de la Guerre Michel Chamillart), et mourut sans postérité.

## Branche de Castelnouvel
- Pierre Raymond Hector d'Aubusson (1765-1848), seigneur de Castelnouvel, diplomate et homme politique français, fut le dernier représentant de la maison d'Aubusson.